# Správní obvod obce s rozšířenou působností Lanškroun
Správní obvod obce s rozšířenou působností Lanškroun je od 1. ledna 2003 jedním ze šesti správních obvodů rozšířené působnosti obcí v okrese Ústí nad Orlicí v Pardubickém kraji. Čítá 22 obcí.
Město Lanškroun je zároveň obcí s pověřeným obecním úřadem, přičemž oba správní obvody jsou územně totožné.

## Seznam obcí
Poznámka: Města jsou vyznačena tučně, městyse kurzívou.
- Albrechtice
- Anenská Studánka
- Cotkytle
- Čenkovice
- Damníkov
- Dolní Čermná
- Horní Čermná
- Horní Heřmanice
- Horní Třešňovec
- Krasíkov
- Lanškroun
- Lubník
- Luková
- Ostrov
- Petrovice
- Rudoltice
- Sázava
- Strážná
- Tatenice
- Trpík
- Výprachtice
- Žichlínek

## Obyvatelstvo
| Rok  | Obyv.  | ± %    |
| ---- | ------ | ------ |
| 1869 | 32 235 | —      |
| 1880 | 31 726 | −1,6 % |
| 1890 | 31 781 | +0,2 % |
| 1900 | 30 276 | −4,7 % |
| 1910 | 30 183 | −0,3 % |

| Rok  | Obyv.  | ± %     |
| ---- | ------ | ------- |
| 1921 | 28 533 | −5,5 %  |
| 1930 | 26 934 | −5,6 %  |
| 1950 | 17 894 | −33,6 % |
| 1961 | 20 227 | +13 %   |
| 1970 | 20 470 | +1,2 %  |

| Rok  | Obyv.  | ± %    |
| ---- | ------ | ------ |
| 1980 | 21 586 | +5,5 % |
| 1991 | 21 542 | −0,2 % |
| 2001 | 21 750 | +1 %   |
| 2011 | 22 727 | +4,5 % |
| 2021 | 22 248 | −2,1 % |